# آسيا الرزيقي
آسيا الرزيقي (مواليد 4 أكتوبر 1996) هي عداءة مغربية، فازت بالميدالية البرونزية في سباق 200 متر للسيدات في البطولة العربية لألعاب القوى 2015 التي أقيمت في مدينة عيسى، البحرين، وفي عام 2017، فازت بأربع ميداليات ذهبية في البطولة العربية لألعاب القوى التي أقيمت في رادس، تونس. ثم بعد ذلك بعامين، فازت بميدالية فضية وبرونزية في البطولة العربية لألعاب القوى 2019 التي أقيمت في القاهرة، مصر، احتلت المركز الرابع في سباق 100 متر وفازت بالميدالية البرونزية في سباق 400 متر في مسابقة ألعاب القوى في دورة الألعاب الفرانكوفونية 2017، واحتلت المركز الخامس في سباق 200 متر في ألعاب التضامن الإسلامي 2017. وشاركت أيضًا في بطولة إفريقيا لألعاب القوى 2014، وبطولة إفريقيا لألعاب القوى 2016، وشاركت في ألعاب القوى في ألعاب البحر الأبيض المتوسط 2018، لكن لم تصل إلى النهائي. شاركت في سباقي 200 متر و400 متر للسيدات في دورة الألعاب الأفريقية 2019، التي أقيمت في الرباط بالمغرب.

## روابط خارجية
- آسية الرزيقي على موقع الاتحاد الدولي لألعاب القوى (الإنجليزية)